# Mauna filia
Mauna filia är en fjärilsart som beskrevs av Pieter Cramer 1779. Mauna filia ingår i släktet Mauna och familjen mätare. Inga underarter finns listade i Catalogue of Life.